# Église Santissima Trinità de Naples

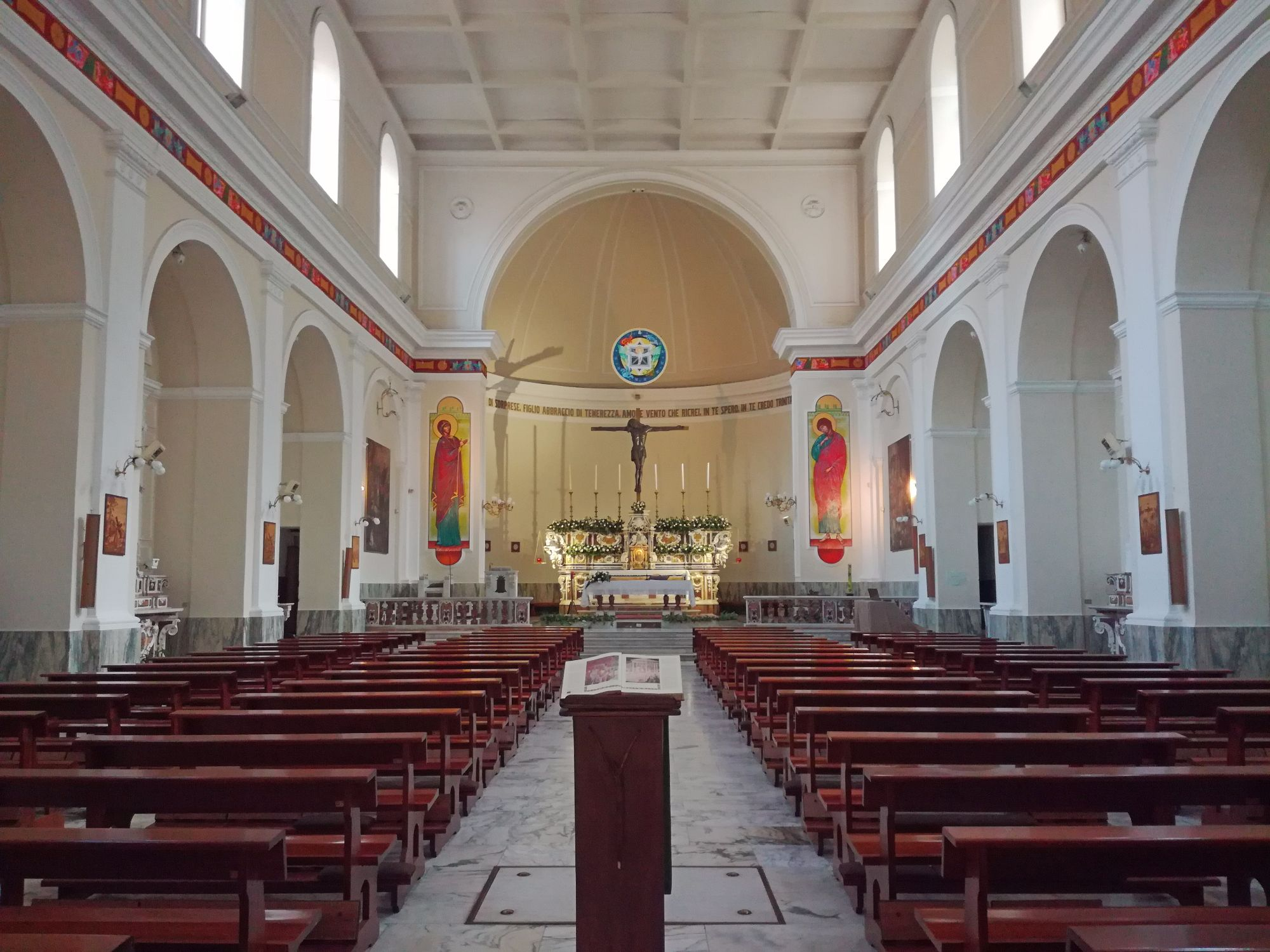
L'intérieur.

Pour les articles homonymes, voir Église de la Sainte-Trinité.
L'église Santissima Trinità (ou église San Tommaso d'Aquino) est une église de Naples, située dans le quartier collinaire de Vomero, via Tasso.

## Histoire
En 1932, l'église de San Tommaso d'Aquino fut démolie pour les travaux de reconstruction du Rione Carità. Il a été décidé de construire une nouvelle église sur la colline du Vomero, via Tasso, où l'édifice démoli pourrait être reconstruit et le mobilier et les décorations artistiques y seraient transférés.
Le 19 mai 1934 les travaux pour sa construction commencèrent et elle fut consacrée en 1935, même non  terminée. Elle reçut le titre d'« église de la Santissima Trinità » en provenance de l'église de la Santissima Trinità alla Cesarea, fermée car peu sûre, confiée temporairement à la petite église San Lorenzo, également située via Tasso.
Le lieu de culte actuel présente de nombreux meubles de l'ancienne église, comme le portail d'entrée en piperno, quelques autels et peintures. En particulier, le précieux maître-autel du XVIIe siècle en marbre polychrome, modifié au XVIIIe siècle, œuvre de l'atelier de Giuseppe Sanmartino. De l'ancienne église proviennent également deux autels latéraux, du milieu du XVIIIe siècle et d'aspect rococo.

## Articles liés
- Liste des églises de Naples